# الثوابت الوطنية الفلسطينية
الثوابت الوطنية التي اختصرت باسم الثوابت (المبادئ الأساسية) والتي يشار إليها أحيانا بالخطوط الحمراء الفلسطينية هي مجموعة من المبادئ فوق الدستورية التي صاغها المجلس الوطني الفلسطيني لمنظمة التحرير الفلسطينية في عام 1977 الذي يمثل القضايا الأساسية للتوافق الوطني بشأن الصراع الإسرائيلي الفلسطيني والتي يجب على جميع الفصائل الفلسطينية أن تتعهد بها بما في ذلك الحق في المقاومة وحق تقرير المصير وأن القدس عاصمة فلسطين وحق اللاجئين الفلسطينيين في العودة (وفقا للجمعية العامة للأمم المتحدة 194).
أصبحت الثوابت التي أعلنت بوصفها حقوقا وطنية فلسطينية لا يمكن انتهاكها حجر الزاوية لروح الصراع في المجتمع الفلسطيني التي تبرز بشكل بارز في جميع المنتجات الثقافية وفي وسائل الإعلام وخطب القادة في الوثائق الرسمية في الكتب المدرسية وفي الحياة اليومية للمجتمع الفلسطيني.

## طالع أيضًا
- برنامج النقاط العشر
- الميثاق الوطني الفلسطيني
- الحركة الوطنية الفلسطينية